# Trente-sept stances sur la pratique des Bodhisattvas
Les Trente-sept stances sur la pratique des Bodhisattvas (tibétain : རྒྱལ་སྲས་ལག་ལེན་སོ་བདུན་མ་, Wylie : rgyal ba'i sras kyi lag len so bdun ma) sont un poème composé au xive siècle par l’ermite bouddhiste Gyelsé Thogmé Zangpo sous la forme d’une compilation de pratiques décrites par d’autres maîtres avant lui :

« Très souvent enseignées et commentées par de grands maîtres de toutes les écoles du bouddhisme tibétain,  les Trente-sept stances sur la pratique des Bodhisattvas condensent sous une forme facile à mémoriser la quintessence d'une œuvre majeure du Grand Véhicule, le Bodhicaryāvatāra, qui est le chef d’œuvre de Shantideva. »

— Comité de Traduction Padmakara, dans l'introduction du livre Au Cœur de la Compassion, de  Dilgo Khyentsé Rinpoché.